# Вертенти-ду-Лериу
Вертенти-ду-Лериу (порт. Vertente do Lério) — муниципалитет в Бразилии, входит в штат Пернамбуку. Составная часть мезорегиона Сельскохозяйственный район штата Пернамбуку. Входит в экономико-статистический  микрорегион Алту-Капибариби. Население составляет 8517 человек. Занимает площадь 81,117 км².

## История
Город основан 1 октября 1991 года. 

## Статистика
- Индекс развития человеческого потенциала на 2000 год составляет 0,563 (данные: Программа развития ООН).